# コンデ＝シュル＝エーヌ
コンデ＝シュル＝エーヌ （Condé-sur-Aisne）は、フランス、オー＝ド＝フランス地域圏、エーヌ県のコミューン。

## 地理
ソワソンから上流6kmのところ、エーヌ川とヴェール川が合流する地点に、コンデ＝シュル＝エーヌはある。

## 歴史
フランス革命時代の名は、セヴォル＝シュル＝エーヌ（Scevole-sur-Aisne）であった。

## 人口統計
| 1962年 | 1968年 | 1975年 | 1982年 | 1990年 | 1999年 | 2006年 | 2012年 |
| ------ | ------ | ------ | ------ | ------ | ------ | ------ | ------ |
| 185    | 174    | 227    | 245    | 318    | 358    | 357    | 402    |

source=1999年までLdh/EHESS/Cassini、2004年以降INSEE

## 史跡
- フォール・ド・コンデ - セレ・ド・リヴィエール将軍によって建設された砦。第一次世界大戦でも使われ、数多くの仏独の戦いの場となった。現在は博物館。
- サン・ピエール・エ・サン・ポール教会 - 12世紀建設。歴史文化財。
- 12世紀に建てられた旧サントゥアン小修道院付属の礼拝堂。ジャンヌ・ダルクが一晩滞在したとの逸話がある。
- イギリス及びカナダの空軍飛行士記念碑

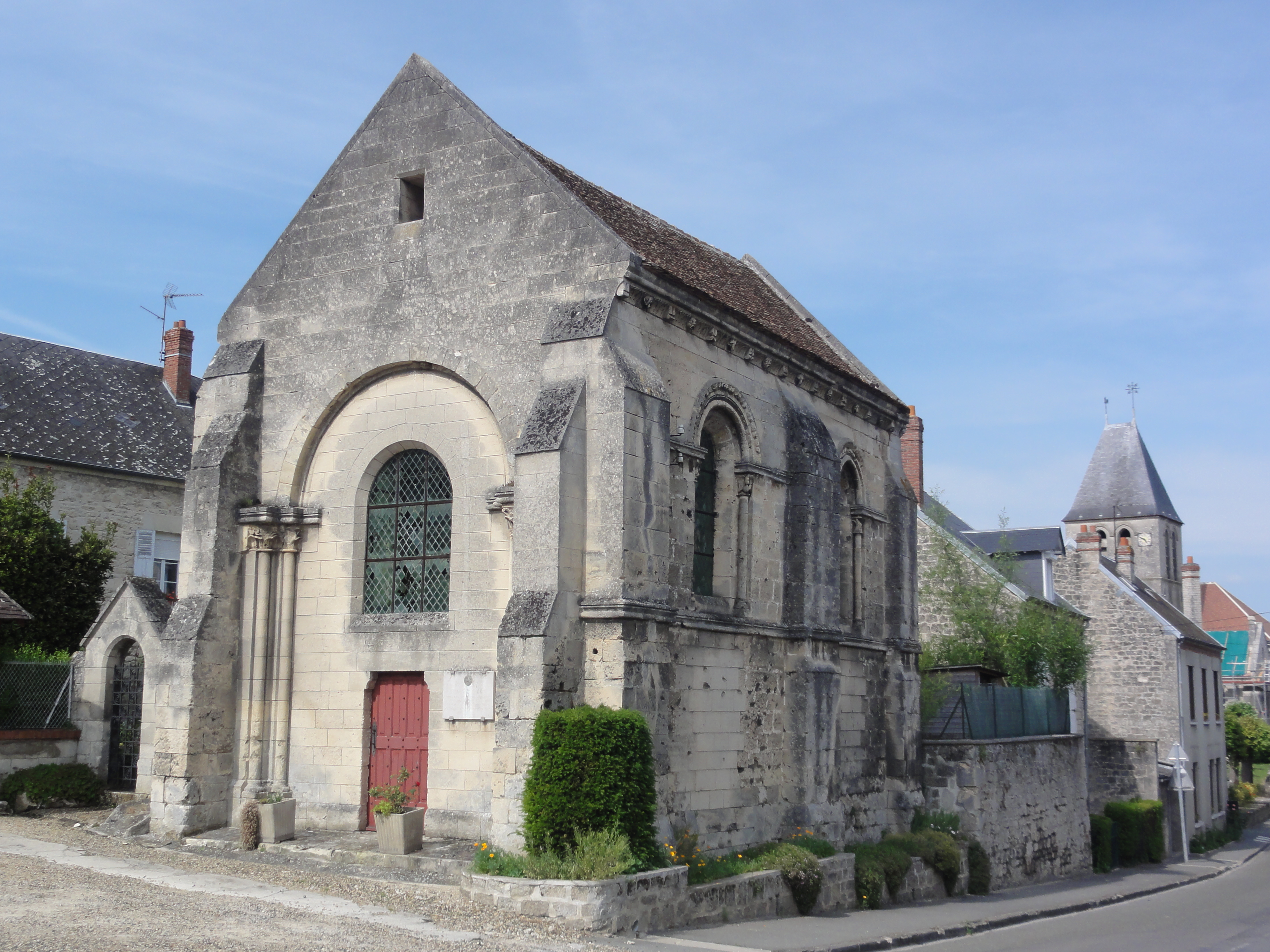
旧修道院礼拝堂
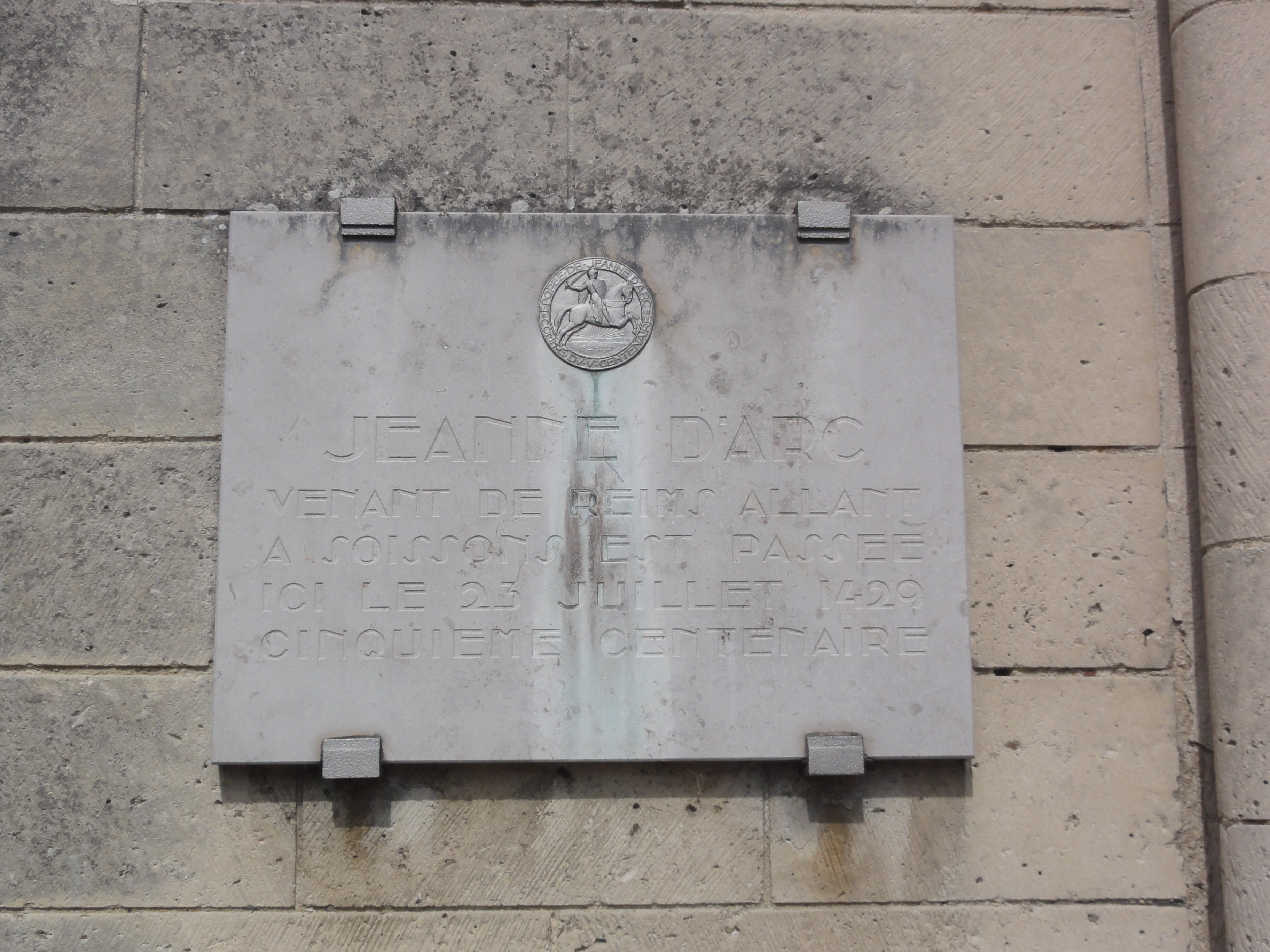
ジャンヌ・ダルクを記念したプラーク
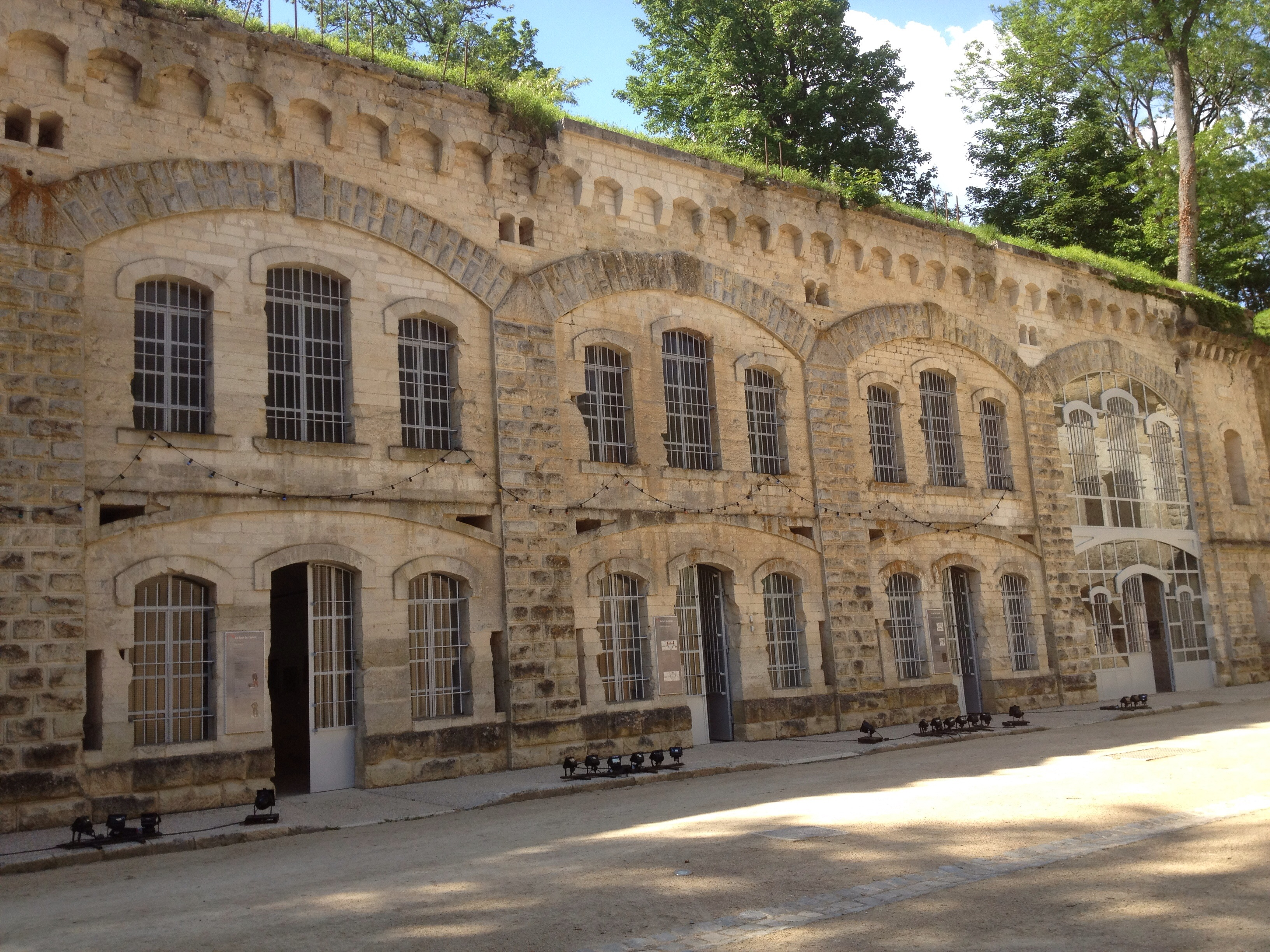
フォール・ド・コンデ
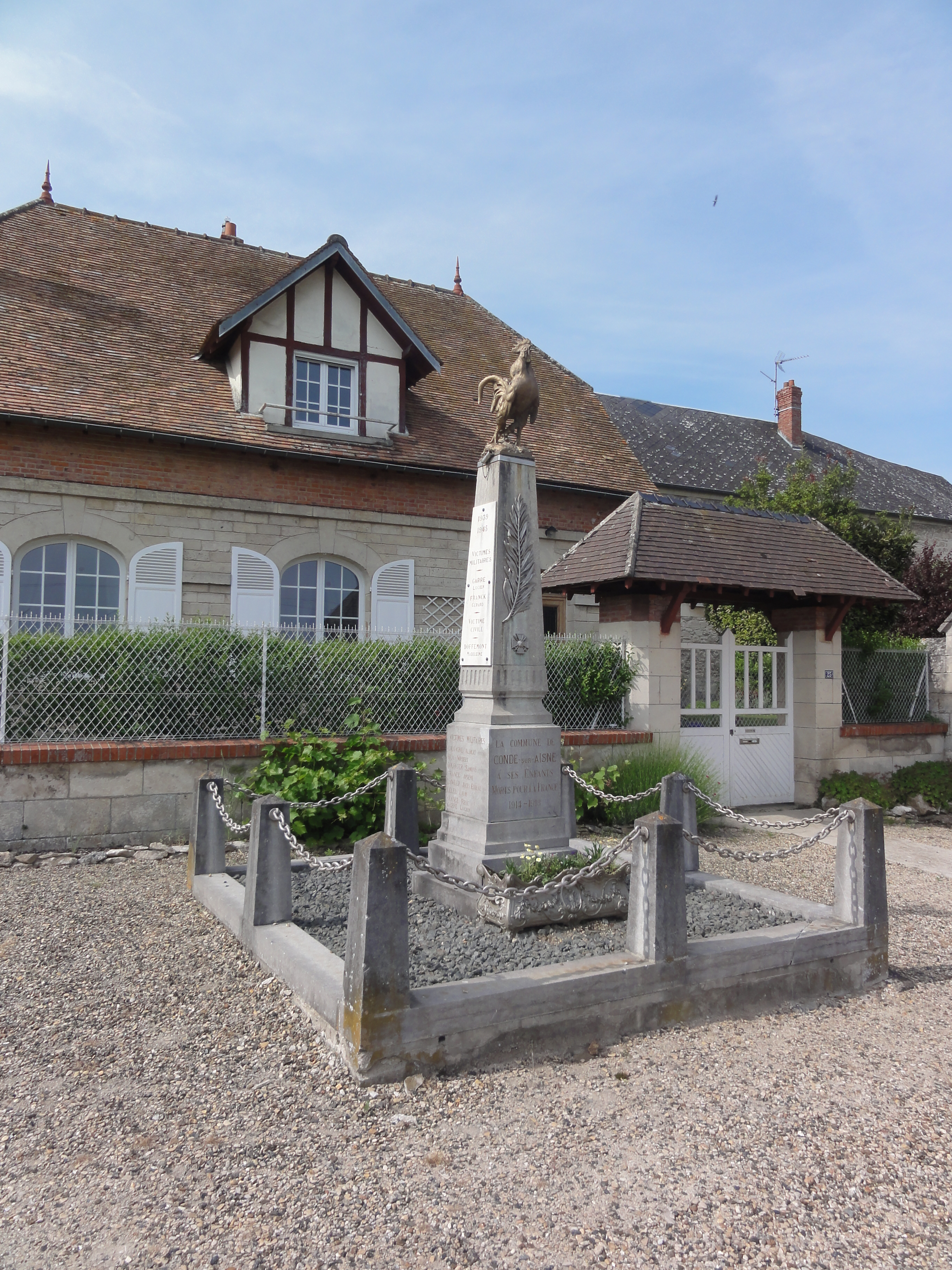
戦死者記念碑
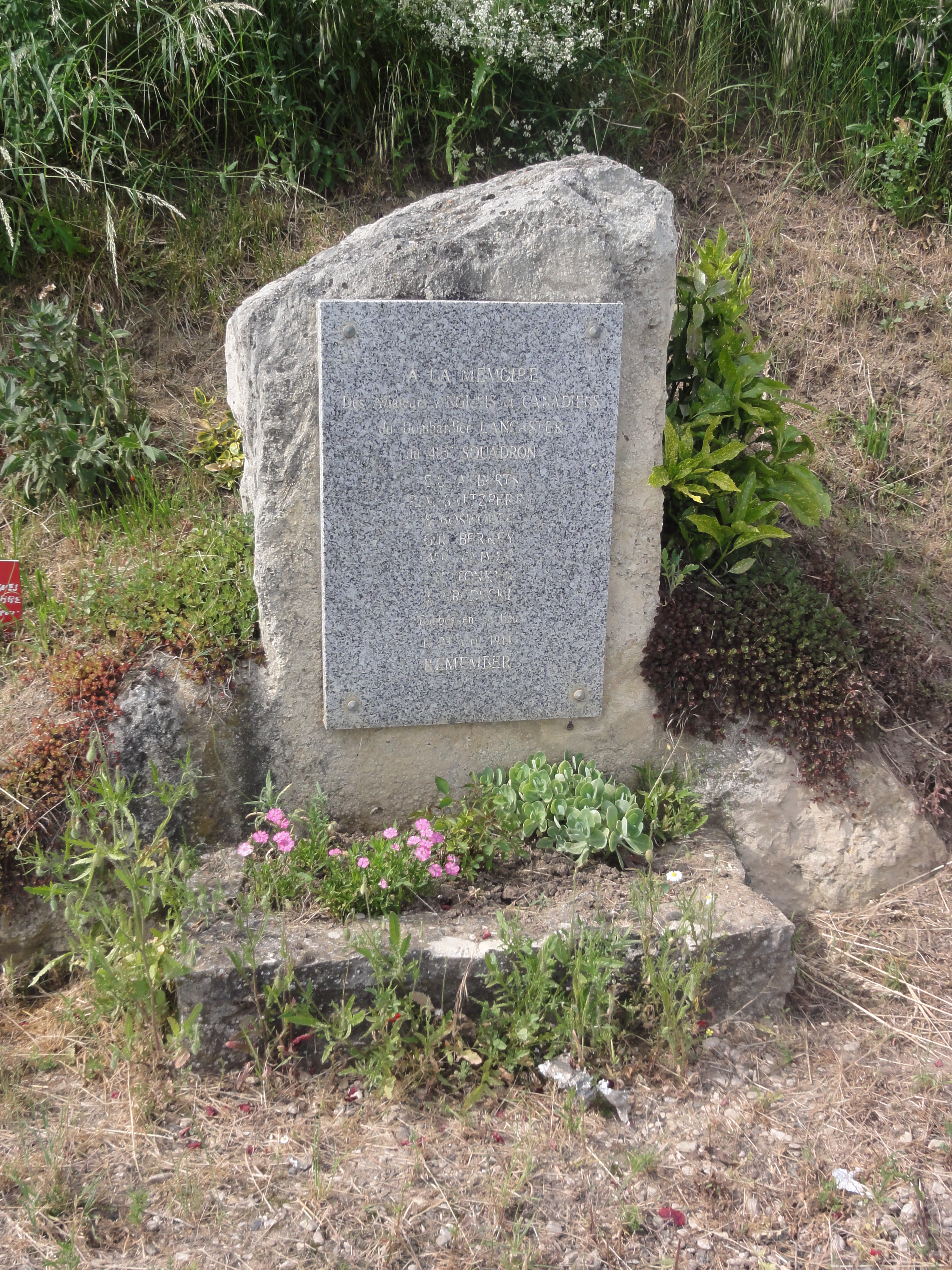
1944年の空軍飛行士記念碑